# Greif (Schiff, 1942)
Die Greif war ein deutsches Peilschiff. Eigner war das Bundesministerium für Verkehr, Bau und Stadtentwicklung (BMVBS), betrieben wurde das Schiff vom damaligen Wasser- und Schifffahrtsamt Cuxhaven. Der Stapellauf erfolgte 1942, die Fertigstellung des Schiffes erfolgte 1946 auf der ehemaligen Kriegsmarinewerft Wilhelmshaven.
Das Schiff wurde von einem Viertakt-Achtzylinder-Dieselmotor des Herstellers MaK Maschinenbau Kiel mit einer Leistung von 552 kW angetrieben, der auf einen Festpropeller wirkte. Darüber hinaus verfügte das Schiff über ein Bugstrahlruder.
Eingesetzt wurde das Schiff für Seevermessungen in der Nordsee und für Vermessungen der Unterelbe und der Oste. Mit auf diesem Schiff gewonnenen Daten werden die Veränderungen der Tiefen durch Baggerarbeiten kontrolliert. Für den Einsatz war das Schiff u. a. mit einem Echolot und einer DGPS-Anlage ausgerüstet. Für den Einsatz im Flachwasser verfügte das Schiff über zwei Peiljollen, die 1983 von Fassmer gebaut wurden. Die Boote waren 6,70 m lang, 2,30 m breit und hatten einen Tiefgang von max. 0,90 m. Die Boote wurden von Sechszylinder-Dieselmotoren des Herstellers Volvo Penta mit einer Leistung von 110 kW angetrieben, die auf einen Z-Antrieb wirkten. Wie die Greif verfügten sie u. a. über ein Echolot und eine DGPS-Anlage.
Die Greif legte jährlich ca. 22.000 Peilkilometer im Gebiet des WSA Cuxhaven zurück.
Am 10. Januar 2011 wurde das Schiff außer Dienst gestellt und anschließend über die VEBEG GmbH für 100.000 Euro an ein niederländisches Unternehmen veräußert. Das Schiff verließ Cuxhaven am 7. März 2011 und wurde 2014 an eine niederländische Abwrackwerft verkauft.